# SN 2005is
SN 2005is – supernowa typu Ia odkryta 12 października 2005 roku w galaktyce A002144-0019. W momencie odkrycia miała maksymalną jasność 20,80m.